# جام قهرمانان کونکاکاف ۱۹۹۴
جام قهرمانان کونکاکاف ۱۹۹۴ سی‌امین دوره مسابقات بین‌المللی فوتبال باشگاهی سالانه جام قهرمانان کونکاکاف بود که در منطقه کونکاکاف (آمریکای شمالی، آمریکای مرکزی و دریای کارائیب) برگزار شد. مسابقات از ۱۲ دسامبر ۱۹۹۳ تا ۵ فوریه ۱۹۹۵ به طول انجامید.
تیم‌ها به ۲ منطقه (شمالی/مرکزی و کارائیب) تقسیم شدند، که هر کدام تیم‌های برنده را برای شرکت در مسابقات نهایی فرستادند. تمام بازی‌های مقدماتی به صورت سیستم رفت/برگشت برگزار شد، اما دیدار فینال در سن خوزه، کالیفرنیا انجام شد.
باشگاه کاستاریکایی کارتاگینیس، تیم مکزیکی آتلانتی را در فینال شکست داد و اولین قهرمانی خود را در این مسابقات بدست آورد.

## منطقه آمریکای شمالی/مرکزی

### گروه ۱

#### مرحله مقدماتی
| تیم ۱     | نتیجه نهایی | تیم ۲        | بازی رفت | بازی برگشت |
| --------- | ----------- | ------------ | -------- | ---------- |
| رئال وردس | ۲ - ۵       | کامیونیکیشنس | ۱ - ۳    | ۱ - ۲      |

#### مرحله اول
| تیم ۱        | نتیجه نهایی | تیم ۲      | بازی رفت | بازی برگشت |
| ------------ | ----------- | ---------- | -------- | ---------- |
| پتروتیلا     | ۶–۴         | مونتری     | ۴–۱      | ۲–۳        |
| کامیونیکیشنس | ۲–۴         | کارتاگینیس | ۲–۰      | ۰–۴        |

#### مرحله دوم
| تیم ۱      | نتیجه نهایی | تیم ۲    | بازی رفت | بازی برگشت |
| ---------- | ----------- | -------- | -------- | ---------- |
| کارتاگینیس | ۲(۳) - (۲)۲ | پتروتیلا | ۱ - ۰    | ۱ - ۲      |

### گروه ۲

#### مرحله مقدماتی
| تیم ۱   | نتیجه نهایی | تیم ۲       | بازی رفت | بازی برگشت |
| ------- | ----------- | ----------- | -------- | ---------- |
| آئورورا | ۵ - ۳       | لا ویکتوریا | ۲ - ۲    | ۳ - ۱      |

#### مرحله اول
| تیم ۱   | نتیجه نهایی | تیم ۲           | بازی رفت | بازی برگشت |
| ------- | ----------- | --------------- | -------- | ---------- |
| آئورورا | ۹–۰         | یوونتوس ماناگوا | ۴–۰      | ۵–۰        |
| آلیانسا | ۳–۲         | لس آنجلس سالسا  | ۱–۰      | ۲–۲        |

#### مرحله دوم
| تیم ۱   | نتیجه نهایی | تیم ۲   | بازی رفت | بازی برگشت |
| ------- | ----------- | ------- | -------- | ---------- |
| آئورورا | ۲–۳         | آلیانسا | ۱–۱      | ۱–۲        |

### گروه ۳

#### مرحله مقدماتی
| تیم ۱    | نتیجه نهایی | تیم ۲   | بازی رفت | بازی برگشت |
| -------- | ----------- | ------- | -------- | ---------- |
| دیریانگن | ۲ - ۹       | هردیانو | ۰ - ۵    | ۲ - ۴      |

#### مرحله اول
| تیم ۱            | نتیجه نهایی | تیم ۲   | بازی رفت | بازی برگشت |
| ---------------- | ----------- | ------- | -------- | ---------- |
| لوئیس آنخل فیرپو | ۲ - ۶       | آتلانتی | ۱ - ۴    | ۱ - ۲      |
| المپیا           | ۰ - ۲       | هردیانو | ۰ - ۰    | ۰ - ۲      |

#### مرحله دوم
| تیم ۱   | نتیجه نهایی | تیم ۲   | بازی رفت | بازی برگشت |
| ------- | ----------- | ------- | -------- | ---------- |
| هردیانو | ۴ - ۶       | آتلانتی | ۳ - ۳    | ۱ - ۳      |

## منطقه کارائیب

### مرحله مقدماتی
| تیم ۱        | نتیجه نهایی | تیم ۲      | بازی رفت | بازی برگشت |
| ------------ | ----------- | ---------- | -------- | ---------- |
| راسینگ آروبا | ۲ - ۸       | رابین‌هود   | ۲ - ۱    | ۰ - ۷      |
| ریور پلاته   | ۰ - ۲       | لئو ویکتور | ۰ - ۰    | ۰ - ۲      |

### مرحله اول
| تیم ۱             | نتیجه نهایی | تیم ۲               | بازی رفت | بازی برگشت |
| ----------------- | ----------- | ------------------- | -------- | ---------- |
| فرانسیسکین        | ۶ - ۲       | ستاره سرخ           | ۴ - ۱    | ۲ - ۱      |
| سیتوک             | ۴ - ۳       | سولیداریتی اسکولایر | ۴ - ۲    | ۰ - ۱      |
| ویلا لایونز       | ۱ - ۲       | نیوتاون یونایتد     | ۰ - ۰    | ۱ - ۲      |
| رجینا             | w/o*        | راسینگ گونیو        |          |            |
| یونگ کلمبیا       | ۲ - ۱       | ویولیت              | ۲ - ۰    | ۰ - ۱      |
| کانستراکشن پارهام | ۰ - ۱**     | سیناماری            | ۰ - ۱    |            |
| رابین‌هود          | ۳ - ۴       | لئو ویکتور          | ۱ - ۰    | ۲ - ۴      |
| روبرت             | استراحت     |                     |          |            |

- پارهام قبل از بازی برگشت انصراف داد**

### مرحله دوم
| تیم ۱       | نتیجه نهایی   | تیم ۲           | بازی رفت | بازی برگشت |
| ----------- | ------------- | --------------- | -------- | ---------- |
| سیتوک       | ۰ - ۳         | نیوتاون یونایتد | ۰ - ۲    | ۰ - ۱      |
| فرانسیسکین  | ۵ - ۲         | سیناماری        | ۵ - ۰    | ۰ - ۲      |
| یونگ کلمبیا | ۱ - ۱ ۴-۵ (پ) | لئو ویکتور      | ۱ - ۰    | ۰ - ۱      |
| رجینا       | ۲ - ۴         | روبرت           | ۱ - ۱    | ۱ - ۳      |

### مرحله سوم
| تیم ۱      | نتیجه نهایی | تیم ۲           | بازی رفت | بازی برگشت |
| ---------- | ----------- | --------------- | -------- | ---------- |
| فرانسیسکین | ۲ - ۳       | یونگ کلمبیا     | ۲ - ۱    | ۰ - ۲      |
| روبرت      | ۴ - ۰       | نیوتاون یونایتد | ۴ - ۰    | ۰ - ۰      |

### مرحله چهارم
| تیم ۱ | نتیجه نهایی | تیم ۲       | بازی رفت | بازی برگشت |
| ----- | ----------- | ----------- | -------- | ---------- |
| روبرت | ۳ - ۲       | یونگ کلمبیا | ۳ - ۰    | ۰ - ۲      |

## نمودار مرحله نهایی
|  | نیمه‌نهایی‌         | نیمه‌نهایی‌         |   |                   | نهایی             | نهایی |  |
|  |                   |                   |   |                   |                   |       |  |
|  | ۳ فوریه - سن خوزه |                   |   |                   |                   |       |  |
|  | کارتاگینیس (پ)    | ۰ (۵)             |   |                   |                   |       |  |
|  | روبرت             | ۰ (۴)             |   |                   |                   |       |  |
|  |                   |                   |   |                   |                   |       |  |
|  |                   |                   |   |                   | ۵ فوریه - سن خوزه |       |  |
|  |                   |                   |   |                   | کارتاگینیس        | ۳     |  |
|  |                   | آتلانتی           | ۲ |                   |                   |       |  |
|  |                   |                   |   |                   |                   |       |  |
|  |                   |                   |   |                   |                   |       |  |
|  |                   |                   |   |                   | مقام سومی         |       |  |
|  | ۳ فوریه - سن خوزه | ۳ فوریه - سن خوزه |   | ۵ فوریه - سن خوزه | ۵ فوریه - سن خوزه |       |  |
|  | آتلانتی           | ۲                 |   | روبرت             | ۰ (۲)             |       |  |
|  | آلیانسا           | ۱                 |   |                   | آلیانسا (پ)       | ۰ (۴) |  |

## نیمه نهایی
| کارتاگینیس   | ۰–۰ (و.ا.) | پورت |
| ------------ | ---------- | ---- |
|              |            |      |
| ضربات پنالتی |            |      |
|              | ۵–۴        |      |

| آتلانتی                   | ۲–۱ | آلیانسا   |
| ------------------------- | --- | --------- |
| سالوادور ۱۵' · رومانو ۴۳' |     | دوران ۴۷' |

## رده بندی
| آلیانسا      | ۰–۰ (و.ا.) | روبرت |
| ------------ | ---------- | ----- |
|              |            |       |
| ضربات پنالتی |            |       |
|              | ۴–۲        |       |

## فینال
| کارتاگینیس                       | ۳–۲    | آتلانتی                  |
| -------------------------------- | ------ | ------------------------ |
| کیروش ۲۰'، ۳۲' · هیدالگو ۶۹' (پ) | Report | گارسیا ۵۱' · اوبلیدو ۵۶' |